# Phthiracarus pudicus
Phthiracarus pudicus är en kvalsterart som beskrevs av Berlese 1923. Phthiracarus pudicus ingår i släktet Phthiracarus och familjen Phthiracaridae. Inga underarter finns listade i Catalogue of Life.